# Attache rapide

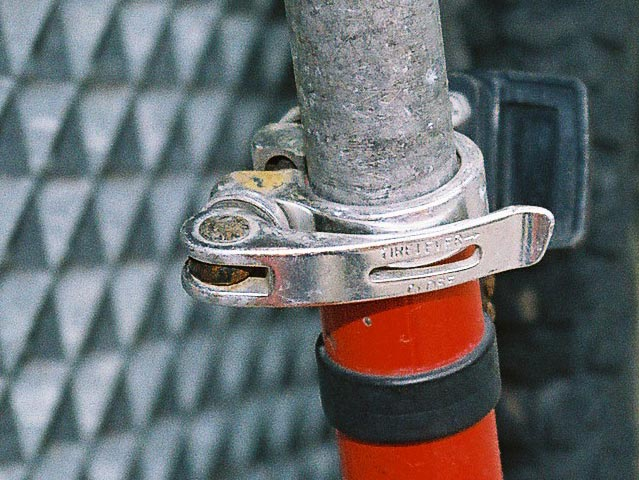
Attache rapide sur tube de selle

Un attache rapide ou serrage rapide est un système permettant de démonter des éléments de bicyclette sans aide d'outils.

## Histoire
Le mécanisme est inventé par un coureur cycliste italien, Tullio Campagnolo, en 1927. À cette époque, pour changer de vitesse, il faut changer de roue. Alors que Tullio veut changer de roue lors d'une course, il perd beaucoup de temps à défaire les écrous à papillon à cause du froid. Cette mésaventure l'incite à développer un système permettant de changer plus rapidement la roue.

## Principe
Le système consiste en une tige, dont une des extrémités est filetée afin d'ajuster la tension. L'autre extrémité est munie d'un levier associé à une came permettant de mettre « en tension » (serrage) ou « hors tension » (desserrage) l'élément à serrer.

## Utilisation
Ce système est utilisé pour monter et démonter une roue rapidement, utilisation pour laquelle il a été initialement conçu. Il est également répandu pour régler la hauteur de la selle en permettant le serrage et le desserrage du tube de selle. On trouve aussi ce système sur certains porte-bagages, notamment ceux fixés uniquement au tube de selle, afin de faciliter leur démontage et remontage.
Ce système de démontage rapide a pour inconvénient de faciliter le vol de l'élément démontable.